# 外灘探秘
《外灘探秘》（英語：Outer Banks，簡稱OBX），是Netflix原創美國青少年冒險電視劇。由喬許·佩特、喬納斯·佩特和雪農·柏克三人共同開創。本劇以北卡羅萊納州的外灘群島為背景，講述島上居民之間的衝突以及他們在島上的秘境探險。第一季於2020年4月15日在Netflix首播。第二季於2021年7月30日上映。2021年12月，Netflix續訂了第三季，預計在2023年2月23日播出。2023年2月，在第三季播出之前，Netflix續訂了第四季，預計在2024年播出。第三季於2023年2月23日上映。第四季分為兩部分上線，第一部於2024年10月10日播出，第二部於同年11月7日播出。

## 劇情大綱
美稱「人間仙境」的外灘群島上住著兩類人，分別是來這裡度假的富裕子弟（代稱「鯊魚」）以及在島上工作的當地人（代稱「雜魚」）。身為雜魚之首的青少年約翰·布克在尋找他九個月前失蹤的父親時，意外發現一個神秘羅盤，他將與他的朋友們阿傑、綺拉和波普探索這塊土地上的未解之秘。

## 演員及角色

### 雜魚（Pogues）
- 約翰·布克·羅勒屈（John Booker Routledge，簡稱John B；切斯·史多克斯飾演，第1-4季主演）

雜魚之首，一個無監護人的青少年，羅盤的繼承人。之後和莎拉在一起。
- 阿傑·梅班克（JJ Maybank；魯迪·潘考（英语：Rudy Pankow）飾演，第1-4季主演）

調皮、大膽、喜歡冒險，約翰·布克兒時至今的好友，一名衝浪好手和偷竊慣犯，時常被父親毆打。
- 綺拉·卡利拉（Kiara "Kie" Carrera；麥蒂森·貝利飾演，第1-4季主演）

來自富裕家庭，餐廳老闆的女兒，本屬於鯊魚的一份子，但她選擇和雜魚當朋友。
- 波普·海沃德（Pope Heyward；喬納森·戴維斯（英语：Jonathan Daviss）飾演，第1-4季主演）

數學天才，雜魚中的聰明人，喜歡綺拉，後來得知自己是某家族的後裔。
- 約翰·羅勒屈（John Routledge，簡稱Big John；查爾斯·哈夫福特（英语：Charles Halford）飾演，第1、3季常設）

約翰·布克的父親。花了20年尋找黃金的下落。
- 路克·梅班克（Luke Maybank；蓋瑞·威克斯（英语：Gary Weeks）飾演，第1-2季客串）

阿傑的父親，經常酗酒又敗光積蓄，還毆打阿傑。
- 海沃德（Heyward；E·羅傑·米契爾（英语：E. Roger Mitchell）飾演，第1-3季常設）

波普的父親，辛苦工作只為希望能給兒子好的未來。

### 鯊魚（Kooks）
- 莎拉·伊莉莎白·卡梅倫（Sarah Elizabeth Cameron；馬德林·克萊因飾演，第1-4季主演）

又稱鯊魚公主，沃德的大女兒，托普的前女友，約翰·布克的女友。叛逆的她不想過鯊魚的生活，於是她與雜魚混在一起。
- 雷夫·卡梅倫（Rafe Cameron；德魯·史塔基飾演，第1-4季主演）

沃德的兒子，莎拉和薇姿的哥哥。一個殘酷、冷血，不務正業又愛胡搞瞎搞的紈褲子弟。
- 托普·桑頓（Topper Thornton；奧斯汀·諾斯（英语：Austin North）飾演，第1-3季主演）

莎拉的前男友。
- 沃德·卡梅倫（Ward Cameron；查爾斯·埃斯滕飾演，第1-3季主演）

一名脾氣暴躁的富豪。雷夫、莎拉和薇姿的父親。涉嫌殺害多條人命。
- 薇姿·卡梅倫（Wheezie Cameron；茱莉亞·安東內利飾演，第1-3季常設）

沃德的二女兒，雷夫和莎拉的妹妹。
- 蘿絲·卡梅倫（Rose；卡羅琳·阿拉波格魯飾演，第1-3季常設）

一名房地產經紀人。沃德的妻子，雷夫、莎拉和薇姿的繼母。
- 凱斯（Kelce；迪昂·史密斯飾演，第1-3季常設）

雷夫和托普的朋友。
- 麥克·卡利拉（Mike Carrera；馬爾蘭·伯克飾演，第1-3季客串）

綺拉的父親，富裕的餐廳老闆。
- 安娜·卡利拉（Anna Carrera；薩曼莎·索爾（英语：Samantha Soule）飾演，第1、3季客串，第2季常設）

綺拉的母親，希望女兒別跟雜魚混在一起。

### 警察
- 蘇珊·彼得金（Sheriff Peterkin；艾蒂娜·波特（英语：Adina Porter）飾演，第1季常設）

女警長，得知某些關於沃德的秘密，使其最終中槍身亡。
- 維克多·舒普（Deputy Shoupe；庫倫·莫斯（英语：Cullen Moss）飾演，第1-3季常設）

副警長，彼得金的同事。
- 泰莉·普拉姆（Deputy Plumb；雀兒·拉姆斯飾演，第1-2季常設）

副警長，舒普的女同事，接受沃德賄絡。
- 湯瑪斯（Deputy Thomas；羅伯·馬爾斯飾演，第1-2季客串）

副警長，舒普的男同事。
- 布拉徹（Agent Bratcher；布拉德·詹姆斯（英语：Brad James）飾演，第1季客串，第2季常設）

SBI探員，派來調查彼得金謀殺案。

### 其他人物
- 拉娜（Lana Grubbs；C·C·卡斯蒂略飾演，第1季常設）

史庫特的妻子，告訴約翰·布克關於他父親的真相。
- 巴里（Barry；尼古拉斯·西里羅飾演，第1-3季常設）

當舖老闆、毒販藥頭，雷夫的狐朋狗友。
- 克莉歐（Cleo；卡拉希亞·葛蘭特飾演，第2季常設，第3-4季主演）

走私商人，在海上救了約翰·布克和莎拉一命，之後加入雜魚幫一起尋找黃金。喜歡波普。
- 卡菈·琳柏莉（Carla Limbrey；伊麗莎白·蜜雪兒（英语：Elizabeth Mitchell）飾演，第2-3季常設）

沃德和大約翰在尋找皇家商人號時的夥伴。為了尋找「聖裳」而不擇手段。
- 倫菲（Renfield；傑西·C·博伊德飾演，第2季常設）

卡菈同父異母的弟弟。
- 卡洛斯·辛（Carlos Singh；安迪·麥昆（英语：Andy McQueen）飾演，第3季常設）

印度裔巴貝多人，島上的霸主，也在尋找黃金國。
- 萊恩（Ryan；小盧·弗里基諾（英语：Lou Ferrigno Jr.）飾演，第3季常設）

卡洛斯的得力助手。
- 蘇菲亞（Sofia；費歐娜·帕洛莫飾演，第3季常設）

雷夫的女性友人。

## 集數

### 影集概覽
| 季數 | 集数 | 集数 | 上線日期       | 上線日期       |
| ---- | ---- | ---- | -------------- | -------------- |
| 1    | 10   | 10   | 2020年4月15日  | 2020年4月15日  |
| 2    | 10   | 10   | 2021年7月30日  | 2021年7月30日  |
| 3    | 10   | 10   | 2023年2月23日  | 2023年2月23日  |
| 4    | 10   | 5    | 2024年10月10日 | 2024年10月10日 |
| 4    | 10   | 5    | 2024年11月7日  | 2024年11月7日  |

### 第1季（2020年）
| 總集數 | 集數 （季） | 標題                       | 導演        | 編劇 | 上線日期      |
| ------ | ----------- | -------------------------- | ----------- | --- | ------------- |
| 1      | 1           | 試播集 Pilot               | 喬納斯·佩特 | 故事構思 ：喬許·佩特和雪農·柏克 劇本創作 ：喬許·佩特、喬納斯·佩特和雪農·柏克                                    | 2020年4月15日 |
| 2      | 2           | 幸運羅盤 The Lucky Compass | 喬納斯·佩特 | 雪農·柏克 | 2020年4月15日 |
| 3      | 3           | 禁區 The Forbidden Zone    | 雀莉·納烏蘭 | 喬許·佩特 | 2020年4月15日 |
| 4      | 4           | 間諜遊戲 Spy Games         | 雀莉·納烏蘭 | 喬納斯·佩特 | 2020年4月15日 |
| 5      | 5           | 仲夏節 Midsummers          | 喬納斯·佩特 | 喬許·佩特和雪農·柏克                                                                                            | 2020年4月15日 |
| 6      | 6           | 9號地 Parcel 9             | 喬納斯·佩特 | 故事構思 ：基思·約瑟夫·艾堅斯和凱斯琳·海爾（Kathleen Hale） 劇本創作 ：基思·約瑟夫·艾堅斯（Keith Josef Adkins） | 2020年4月15日 |
| 7      | 7           | 平靜的海域 Dead Calm       | 法蕾莉·魏斯 | 凱斯琳·海爾 | 2020年4月15日 |
| 8      | 8           | 跑道 The Runway            | 法蕾莉·魏斯 | 瑞秋·席德妮·阿爾特（Rachel Sydney Alter）                                                                       | 2020年4月15日 |
| 9      | 9           | 鐘樓 The Bell Tower        | 喬納斯·佩特 | 丹·德沃金 & 傑·比提（Jay Beattie）                                                                              | 2020年4月15日 |
| 10     | 10          | 幻影號 The Phantom         | 喬納斯·佩特 | 喬許·佩特和雪農·柏克                                                                                            | 2020年4月15日 |

### 第2季（2021年）
| 總集數 | 集數 （季） | 標題                           | 導演                      | 編劇                              | 上線日期      |
| ------ | ----------- | ------------------------------ | ------------------------- | --------------------------------- | ------------- |
| 11     | 1           | 黃金 The Gold                  | 喬納斯·佩特               | 喬許·佩特和雪農·柏克              | 2021年7月30日 |
| 12     | 2           | 竊盜 The Heist                 | 喬納斯·佩特               | 喬許·佩特                         | 2021年7月30日 |
| 13     | 3           | 祈禱 Prayers                   | 喬納斯·佩特               | 喬許·佩特、喬納斯·佩特和雪農·柏克 | 2021年7月30日 |
| 14     | 4           | 回家 Homecoming                | 喬納斯·佩特               | 雪農·柏克                         | 2021年7月30日 |
| 15     | 5           | 最黑暗的時刻 The Darkest Hour  | 法蕾莉·魏斯               | 喬許·佩特和雪農·柏克              | 2021年7月30日 |
| 16     | 6           | 卓德斯號 My Druthers           | 桑妮·霍奇 （Sunny Hodge） | 喬許·佩特和雪農·柏克              | 2021年7月30日 |
| 17     | 7           | 營火晚會 The Bonfire           | 達奈爾·馬丁               | 喬許·佩特和雪農·柏克              | 2021年7月30日 |
| 18     | 8           | 十字架 The Cross               | 達奈爾·馬丁               | 喬許·佩特和雪農·柏克              | 2021年7月30日 |
| 19     | 9           | 受困 Trapped                   | 喬納斯·佩特               | 喬許·佩特和雪農·柏克              | 2021年7月30日 |
| 20     | 10          | 海岸探險號 The Coastal Venture | 喬納斯·佩特               | 喬許·佩特和雪農·柏克              | 2021年7月30日 |

### 第3季（2023年）
| 總集數 | 集數 （季） | 標題                                   | 導演                          | 編劇 | 上線日期      |
| ------ | ----------- | -------------------------------------- | ----------------------------- | --- | ------------- |
| 21     | 1           | 雜魚島 Poguelandia                     | 喬納斯·佩特                   | 喬納斯·佩特、喬許·佩特和雪農·柏克                                                                           | 2023年2月23日 |
| 22     | 2           | 鐘 The Bells                           | 喬納斯·佩特                   | 喬納斯·佩特、喬許·佩特和雪農·柏克                                                                           | 2023年2月23日 |
| 23     | 3           | 父與子 Fathers and Sons                | 喬納斯·佩特                   | 喬納斯·佩特、喬許·佩特和雪農·柏克                                                                           | 2023年2月23日 |
| 24     | 4           | 日誌 The Diary                         | 達奈爾·馬丁                   | 喬納斯·佩特、喬許·佩特和雪農·柏克                                                                           | 2023年2月23日 |
| 25     | 5           | 劫案 Heists                            | 喬納斯·佩特                   | 喬納斯·佩特、喬許·佩特和雪農·柏克                                                                           | 2023年2月23日 |
| 26     | 6           | 黑暗森林 The Dark Forest               | 法蕾莉·魏斯                   | 故事構思 ：喬許·佩特和雪農·柏克 劇本創作 ：瑞秋·席德妮·阿爾特和尼克·舒特（Nicholas Schutt）                 | 2023年2月23日 |
| 27     | 7           | 紀念日快樂 Happy Anniversary           | 岡薩洛·阿馬特（Gonzalo Amat） | 故事構思 ：喬許·佩特和雪農·柏克 劇本創作 ：克里斯塔爾·佳蘭德（Crystal Garland）和喬伊·艾金斯（Joey Elkins） | 2023年2月23日 |
| 28     | 8           | 轉舵 Tapping the Rudder                | 法蕾莉·魏斯                   | 喬納斯·佩特、喬許·佩特和雪農·柏克                                                                           | 2023年2月23日 |
| 29     | 9           | 歡迎來到凱蒂霍克 Welcome to Kitty Hawk | 喬納斯·佩特                   | 喬納斯·佩特、喬許·佩特和雪農·柏克                                                                           | 2023年2月23日 |
| 30     | 10          | 晷影器的秘密 Secret of the Gnomon      | 喬納斯·佩特                   | 喬納斯·佩特、喬許·佩特和雪農·柏克                                                                           | 2023年2月23日 |

### 第4季（2024年）
| 第1部 |    |                              |                             |                                                                           |                |
| 31    | 1  | 耐力賽 The Enduro            | 喬納斯·佩特                 | 喬許·佩特和雪農·柏克                                                      | 2024年10月10日 |
| 32    | 2  | 黑鬍子 Blackbeard            | 喬納斯·佩特                 | 喬許·佩特和雪農·柏克                                                      | 2024年10月10日 |
| 33    | 3  | 狼族海盜 The Lupine Corsairs | 岡薩洛·阿馬特               | 喬許·佩特和雪農·柏克                                                      | 2024年10月10日 |
| 34    | 4  | 浪 The Swell                 | 岡薩洛·阿馬特               | 喬許·佩特和雪農·柏克                                                      | 2024年10月10日 |
| 35    | 5  | 信天翁 Albatross             | 喬納斯·佩特                 | 喬許·佩特和雪農·柏克                                                      | 2024年10月10日 |
| 第2部 |    |                              |                             |                                                                           |                |
| 36    | 6  | 市議會 The Town Council      | 喬納斯·佩特                 | 喬許·佩特和雪農·柏克                                                      | 2024年11月7日  |
| 37    | 7  | 父母 Mothers and Fathers     | 艾瑞卡·鄧頓（Erica Dunton） | 喬許·佩特和雪農·柏克                                                      | 2024年11月7日  |
| 38    | 8  | 家族共謀 Decision Day        | 艾瑞卡·鄧頓                 | 喬許·佩特和雪農·柏克                                                      | 2024年11月7日  |
| 39    | 9  | 暴風雨 The Storm             | 喬納斯·佩特                 | 故事構思 ：喬許·佩特和雪農·柏克 劇本創作 ：克里斯塔爾·佳蘭德和喬伊·艾金斯 | 2024年11月7日  |
| 40    | 10 | 藍王冠 The Blue Crown        | 喬納斯·佩特                 | 喬許·佩特和雪農·柏克                                                      | 2024年11月7日  |

## 製作

### 發行
2019年5月3日，Netflix宣布已向《外灘探秘》的製作公司發出第一季十集的劇集訂單，並由喬許·佩特、喬納斯·佩特和雪農·柏克共同開創並擔任監製。2020年7月24日，Netflix續訂了第二季。2021年12月7日，Netflix續訂了第三季。2023年2月18日，在第三季上映之前，Netflix續訂了第四季。

### 選角
2019年5月，消息指出切斯·史多克斯、馬德林·克萊因、麥蒂森·貝利、喬納森·戴維斯、魯迪·潘考、查爾斯·埃斯滕、奧斯汀·諾斯和德魯·史塔基都將出演主要角色。2019年7月2日，卡羅琳·阿拉波格魯（Caroline Arapoglou）以常設角色加入《外灘探秘》。2020年10月22日，伊麗莎白·蜜雪兒被選為第二季的常設角色。2021年4月15日，卡拉希亞·葛蘭特（Carlacia Grant）加入劇組，作為第二季的常設角色。第三季續訂後，葛蘭特晉升為主演。2022年6月23日，宣布了安迪·麥昆、菲奧娜·帕洛莫（Fiona Palomo）和小盧·弗里基諾將會在第三季中出演，但角色名稱尚未公開。
2022年7月5日，男主角切斯·史多克斯的替身演員亞歷山大·「AJ」·詹寧斯（Alexander "AJ" Jennings）不幸在南卡羅來納州查爾斯頓的一場車禍事故中喪生，年僅22歲。而當時第三季仍在拍攝中，因此劇組在第三季第九集片尾加上致敬他的字幕：「永遠懷念我們深愛的亞歷山大·詹寧斯。」（In Love Memory Of Alexander Jennings）

### 拍攝
開創者之一的喬納斯·佩特原本打算將其中一個拍攝地點定在北卡羅來納州威爾明頓，但由於該州的法律限制了在公共場所拍攝的權利，讓Netflix決定更改至南卡羅來納州查爾斯頓拍攝《外灘探秘》。
2019年5月1日，第一季的主體拍攝於在南卡羅來納州的查爾斯頓開始進行。第二季於2020年8月31日開始拍攝，並於2021年4月2日結束。第三季於2022年2月15日開始拍攝。

## 大眾迴響

### 第一季
根据評論匯總网站爛番茄汇总的22篇评论文章，73%的评论家给予该作正面评价，平均打分为6.80分（满分10分）。该网站总结的评论家共识是“《外灘探秘》誇張的故事劇情與角色強烈的冒險精神相輔相成，而這樣一定會吸引那些想要感受盛夏風情的觀眾。”

### 第二季
根据評論匯總网站爛番茄汇总的7篇评论文章，86%的评论家给予该作正面评价，平均打分为6.70分（满分10分）。

## 獎項與提名
| 年份 | 大獎        | 獎項                                            | 提名者                                          | 結果 | Ref    |
| ---- | ----------- | ----------------------------------------------- | ----------------------------------------------- | ---- | ------ |
| 2020 | 全美民選獎  | 最佳電視劇 The Show of 2020                     | 最佳電視劇 The Show of 2020                     | 提名 | [ 23 ] |
| 2020 | 全美民選獎  | 最佳劇情電視劇 The Drama Show of 2020           | 最佳劇情電視劇 The Drama Show of 2020           | 提名 | [ 23 ] |
| 2020 | 全美民選獎  | 最值得狂嗑的電視劇 The Bingeworthy Show of 2020 | 最值得狂嗑的電視劇 The Bingeworthy Show of 2020 | 獲獎 | [ 23 ] |
| 2020 | 全美民選獎  | 最佳電視男演員 The Male TV Star of 2020         | 切斯·史多克斯                                   | 提名 | [ 23 ] |
| 2020 | 全美民選獎  | 最佳劇情電視劇演員 The Drama TV Star of 2020    | 切斯·史多克斯                                   | 提名 | [ 23 ] |
| 2021 | 全美民選獎  | 最佳劇情電視劇 The Drama Show of 2021           | 最佳劇情電視劇 The Drama Show of 2021           | 提名 | [ 24 ] |
| 2021 | 全美民選獎  | 最值得狂嗑的電視劇 The Bingeworthy Show of 2021 | 最值得狂嗑的電視劇 The Bingeworthy Show of 2021 | 提名 | [ 24 ] |
| 2021 | 全美民選獎  | 最佳電視男演員 The Male TV Star of 2021         | 切斯·史多克斯                                   | 提名 | [ 24 ] |
| 2021 | 全美民選獎  | 最佳劇情電視劇演員 The Drama TV Star of 2021    | 切斯·史多克斯                                   | 獲獎 | [ 24 ] |
| 2021 | MTV影視大獎 | 最佳接吻                                        | 切斯·史多克斯 馬德林·克萊因                     | 獲獎 | [ 25 ] |
| 2023 | MTV影視大獎 | 最佳接吻                                        | 魯迪·潘考 麥蒂森·貝利                           | 獲獎 | [ 26 ] |

## 外部連結
- 在Netflix上觀看《外灘探秘》
- 互联网电影数据库（IMDb）上《外灘探秘》的资料（英文）
- 爛番茄上《外灘探秘》的資料（英文）
- 《外灘探秘》的Instagram帳戶
- Metacritic上《外灘探秘》的資料